# Sandyville (Ohio)
Sandyville é um lugar designado pelo censo localizado no condado de Tuscarawas no estado estadounidense de Ohio. No Censo de 2010 tinha uma população de 368 habitantes e uma densidade populacional de 226,25 pessoas por km².

## Geografia
Sandyville encontra-se localizado nas coordenadas 40° 38′ 48″ N, 81° 22′ 01″ O. Segundo o Departamento do Censo dos Estados Unidos, Sandyville tem uma superfície total de 1.63 km², da qual 1.63 km² correspondem a terra firme e (0%) 0 km² é água.

## Demografia
Segundo o censo de 2010, tinha 368 pessoas residindo em Sandyville. A densidade populacional era de 226,25 hab./km². Dos 368 habitantes, Sandyville estava composto pelo 97.28% brancos, 0% eram afroamericanos, 0.27% eram amerindios, 0% eram asiáticos, 0% eram insulares do Pacífico, 1.9% eram de outras raças e 0.54% pertenciam a duas ou mais raças. Do total da população 1.9% eram hispanos ou latinos de qualquer raça.